# ワルシャワ条約 (1705年)
ワルシャワ条約（ワルシャワじょうやく、英語: Treaty of Warsaw）は大北方戦争中の1705年11月28日（ユリウス暦11月18日）に締結された条約。この条約はスウェーデン・バルト帝国およびポーランド＝リトアニア共和国の親スウェーデン派（スタニスワフ・レシチニスキに忠実な一派）の間の講和条約と同盟条約である。

## 背景
スウェーデン王カール12世は大北方戦争のはじめにポーランド＝リトアニア共和国へ進軍していた。子の当時のポーランド王は1697年から即位したアウグスト2世で、ザクセン選帝侯も兼任していた。カール12世は敵対していたアウグスト2世を追放すべく、対立候補のスタニスワフ・レシチニスキを支持、1704年7月12日のポーランド王選挙で当選させた。アウグスト2世の同盟者であるロシアのツァーリのピョートル1世は1700年にナルヴァの戦いで大敗北を喫したためカール12世に会戦を挑みたくなかった。ポーランドとリトアニア貴族の一派は選挙が共和国の伝統に反したためレシチニスキの選出を認めず、サンドミェシュでアウグスト2世支持を掲げるサンドミェシュ連盟を結成した。連盟は選挙を違法と切り捨て、ワルシャワ連盟に加入したレシチニスキ支持者を犯罪者とするとともに、スウェーデンに宣戦布告、ロシアとナルヴァ条約で同盟した。
ロシア・ザクセン・ポーランド・リトアニアの連合軍がポロツクとザクセンで編成され、さらにこれらとは別に編成された同盟軍がオットー・アーノルト・フォン・パイクールを指揮官としてカール12世とレシチニスキの滞在するワルシャワへ進軍した。パイクール軍は1705年7月31日にワルシャワ近郊に到着したが、スウェーデン軍との会戦で敗北した。ポロツクにいる連合軍はアダム・ルートヴィヒ・レーヴェンハウプト率いるスウェーデン軍に進軍を阻止された。このため、レシチニスキは1705年10月4日にワルシャワでポーランド王としての戴冠式を行い、11月28日にはワルシャワ条約が締結された。

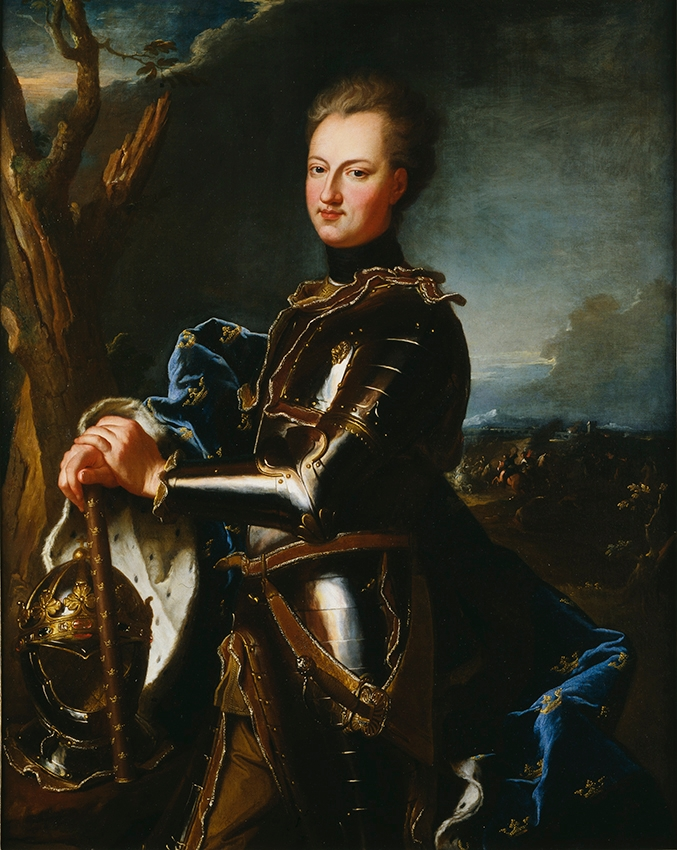
スウェーデン国王 カール12世

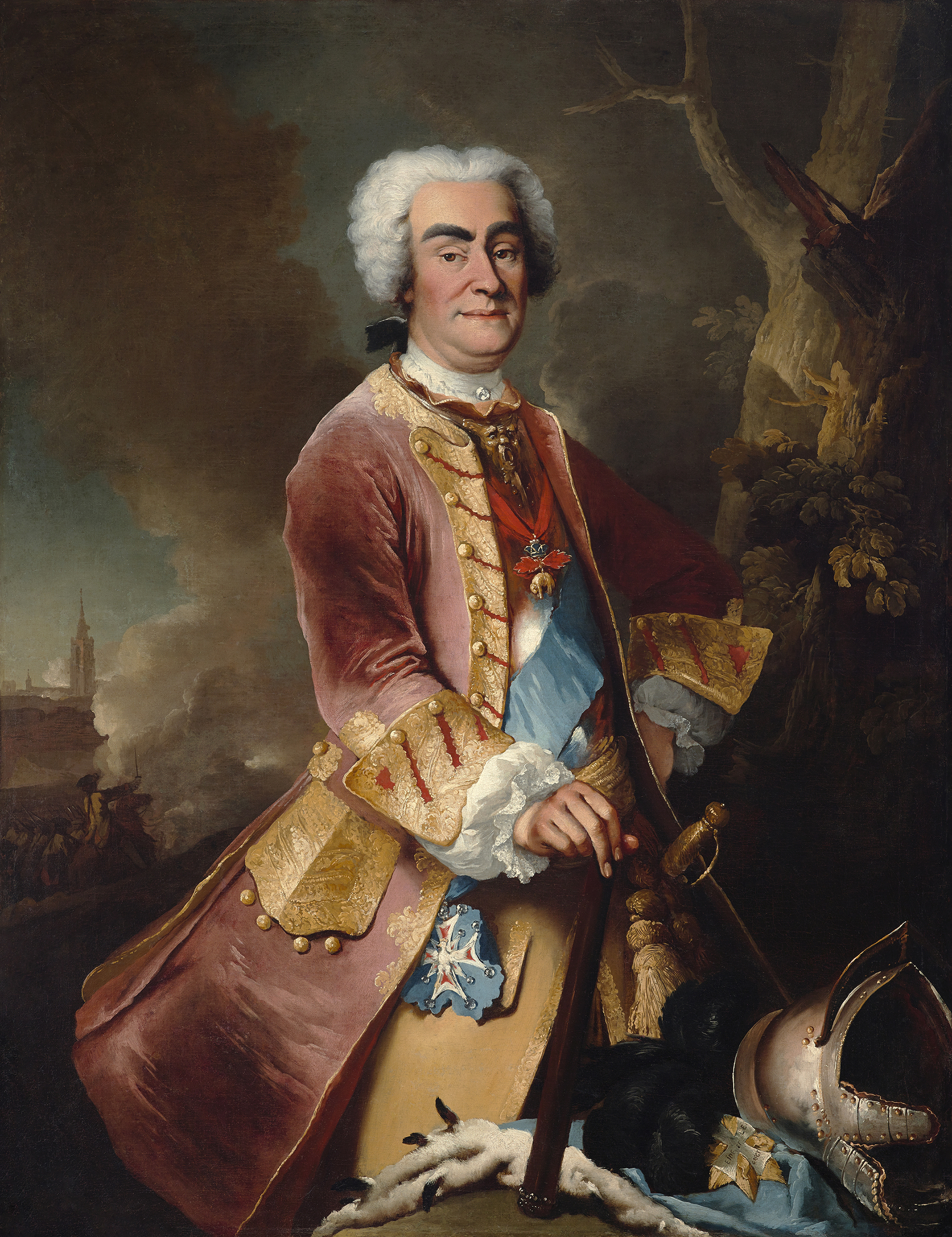
ポーランド国王 アウグスト2世

## 内容
スウェーデンはポーランド＝リトアニア共和国の町と要塞の占領、およびその地域での徴兵を無制限に許可された。共和国が締結した反スウェーデン同盟は無効とされ、またカール12世の許可がなければ共和国は条約を締結できないとした。
共和国のクールラント、リトアニア、王領プロシア、ルテニア地域からの商品輸出はスウェーデン領のリガ港を経由しなければならず、クールラントのポワンガ港は放棄される。スウェーデン人商人は共和国域内において税金の免除と定住権、貿易権を認められた。
条約はさらにロシアに占領されていた共和国領土を分割した。スモレンスクとキエフ地域は共和国が再併合するが、ポーランド領リヴォニアとクールラントは再征服された後、スウェーデンに引き渡される。
さらに、将来の国王自由選挙に関しては条約がパクタ・コンヴェンタに組み込まれた。つまり、この条約を承認しなければ立候補が無効になる。

## 影響
スウェーデンの目論見通り、この条約はポーランドにおいてワルシャワ連盟とサンドミェシュ連盟の和解を不可能にした。1706年のはじめ、アウグスト2世は騎兵を率いてワルシャワへ接近、同時にヨハン・マティアス・フォン・デア・シューレンブルクに命じてザクセンで編成した軍勢をポーランドへ移動させた。しかし、シューレンブルクはフラウシュタットの戦いでカール・グスタフ・レーンスケルド率いるスウェーデン軍に捕捉され、敗北した。ポロツクで集まった軍勢もグロドノへ移動したがグロドノの戦いで敗北、東への撤退を余儀なくされた。カール12世は続いてザクセンを占領、1706年のアルトランシュテット条約でポーランド王位と諸国との同盟を放棄させた。